# Sabal mexicana
Sabal mexicana är en enhjärtbladig växtart som beskrevs av Carl Friedrich Philipp von Martius. Sabal mexicana ingår i släktet Sabal och familjen Arecaceae. Inga underarter finns listade i Catalogue of Life.

## Bildgalleri

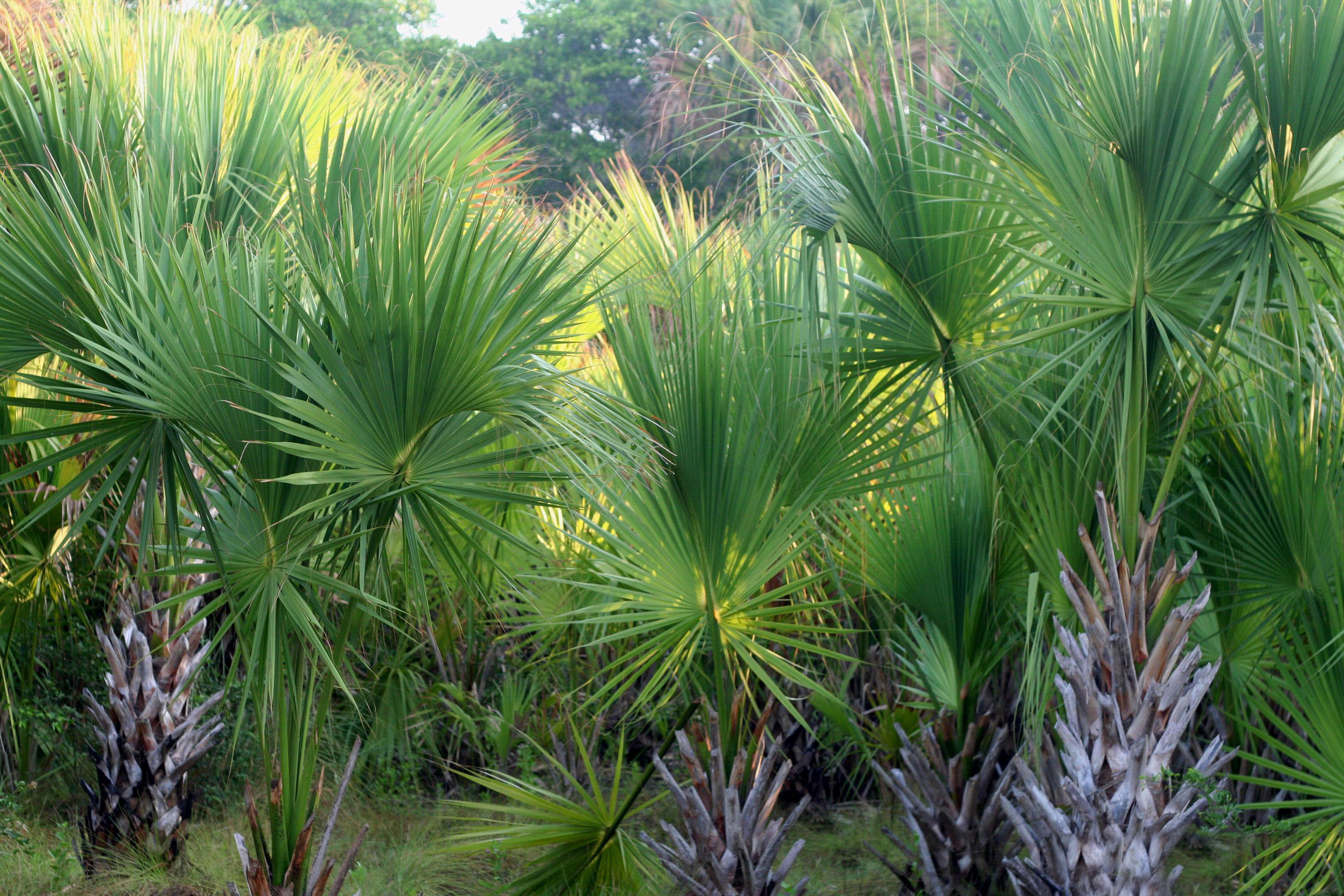